# Andreu Navas
Andreu Navas Amenós, (Tarragona,1974) és un gestor català, actual director de l'Agència Tributària de Catalunya des de novembre de 2024.
Navas és diplomat en Ciències Empresarials per la Universitat Rovira i Virgili. També és llicenciat en Dret i en Administració i Direcció d’Empreses per la Universitat Oberta de Catalunya. Ha cursat un màster interuniversitari en Dret de l’Administració Pública per la Universitat Rovira i Virgili i la Universitat de Saragossa.
És tècnic superior d’administració especial a la Diputació de Tarragona, concretament a l’organisme autònom Base-Gestió d’Ingressos, que s'ocupa de la gestió, liquidació, inspecció, comprovació i recaptació de tot tipus d'ingressos de la Diputació i dels ens locals.